# Harald Martin Brattbakk
Harald Martin Brattbakk (Trondheim, 1º febbraio 1971) è un ex calciatore norvegese, di ruolo attaccante.

## Carriera

### Club

#### Gli inizi
Brattbakk cominciò la carriera con la maglia del Rosenborg. Debuttò nella 1. divisjon in data 19 agosto 1990, quando subentrò a Roar Strand nel successo casalingo per 4-0 sul Fyllingen. Il 2 settembre successivo, realizzò la prima rete nella massima divisione norvegese: fu autore di un gol, infatti, nella vittoria per 4-1 sul Vålerengen. A fine stagione, il club centrò il successo finale. Proprio in virtù di questo risultato, partecipò alla Coppa dei Campioni 1991-1992, dove Brattbakk poté fare il proprio esordio in data 18 settembre 1991, entrando in campo durante la sfida persa per 5-0 contro la Sampdoria. L'anno seguente si trasferì al Bodø/Glimt, militante nella 1. divisjon (che nel frattempo era diventato il nome della seconda serie norvegese). Conquistò la promozione nel campionato 1992 e rimase in forza alla squadra anche per l'annata seguente, lasciando a referto 10 reti in 22 presenze.

#### L'affermazione al Rosenborg
Nel 1994 fece ritorno al Rosenborg. Ricominciò a vestire questa maglia il 17 aprile, realizzando anche un gol nel 2-0 inflitto allo Start. L'8 maggio siglò la prima tripletta in campionato, nel 6-1 sullo HamKam. Il 24 luglio arrivò un'altra tripletta, stavolta nella vittoria per 0-7 in casa dello Strømsgodset. Il 21 settembre realizzò la terza tripletta stagionale, questa volta ai danni del Brann (9-0 il finale). Anche grazie alle sue reti, il Rosenborg centrò la vittoria in campionato; Brattbakk fu capocannoniere con 17 realizzazioni. Ricevette anche il primo premio Kniksen come miglior attaccante dell'Eliteserien. Migliorò il suo ruolino nell'anno seguente, grazie alle 26 marcature in altrettanti incontri: il Rosenborg fu ancora campione e Brattbakk rimase capocannoniere. La stagione successiva fu la più positiva dal punto di vista personale: fu autore di 41 reti (28 in campionato, 11 nella coppa nazionale e 2 nella Champions League). Si laureò capocannoniere per la terza stagione consecutiva e il Rosenborg mantenne ancora il titolo nazionale. Il 1997 fu - momentaneamente - l'ultimo anno in forza al Rosenborg: Brattbakk si congedò con 23 reti in 26 presenze e il quinto personale successo in campionato. Sigurd Rushfeldt riuscì a strappargli il titolo di miglior marcatore dell'Eliteserien grazie alle sue 25 realizzazioni.

#### Le esperienze all'estero
Brattbakk lasciò così il Rosenborg per accordarsi con gli scozzesi del Celtic. Rimase in forza al club per due stagioni, dal gennaio 1998 al gennaio 2000. In questo lasso di tempo, conquistò un campionato e un'edizione della Scottish League Cup. Realizzò 12 reti in 44 incontri validi per la Scottish Premier League. Successivamente a questa esperienza, firmò un contratto con i danesi del Copenaghen. Il primo incontro nella Superligaen fu datato 12 marzo 2000, quando fu impiegato come titolare nel pareggio a reti inviolate in casa dell'Aalborg. Il 26 marzo arrivarono le prime reti, con una doppietta nella vittoria per 2-7 in casa del Vejle. Terminò questa parte di stagione con 7 reti in 14 incontri. Iniziò anche il campionato successivo con il Copenaghen, giungendo alla pausa invernale con 7 marcature in 17 partite.

#### La parte finale della carriera
Nel 2001 tornò a vestire la maglia del Rosenborg. Contribuì così alla conquista di altri quattro titoli nazionali, due titoli di capocannoniere (centrando questo risultato per complessive cinque volte, record assoluto), una Norgesmesterskapet e un altro riconoscimento come miglior attaccante del campionato (quarta volta in carriera, dopo i successi del 1994, 1995 e 1997). Nelle ultime stagioni, però, cominciò il suo declino. Nel corso del 2005, fu ceduto in prestito al Bodø/Glimt, mettendo a referto 5 reti in 11 presenze, senza però riuscire a condurre la squadra alla salvezza. A febbraio 2006, così, annunciò il proprio ritiro dall'attività agonistica. Totalizzò 166 reti in carriera, nell'Eliteserien: diventò così il più prolifico cannoniere della storia del campionato. Soltanto Rushfeldt, nel 2011, riuscì a superarlo. Con 151 reti per il Rosenborg, è il miglior marcatore della storia del club. Ad agosto 2008, tornò a calcare i campi da calcio nel Kolstad, formazione in cui giocò a livello giovanile. Giocò 5 partite e segnò 2 reti, nella 3. divisjon.

### Nazionale
Giocò una partita per la Norvegia under 21, precisamente in data 23 maggio 1991: subentrò a Per Andreas Haftorsen nel pareggio per 1-1 contro la Romania under 21. Brattbakk giocò 17 partite per la Norvegia, con 5 reti all'attivo. Debuttò il 6 febbraio 1995, segnando anche una doppietta nella vittoria per 7-0 sull'Estonia.

## Statistiche

### Presenze e reti nei club
| Stagione          | Club              | Campionato        | Campionato | Campionato | Coppe nazionali | Coppe nazionali | Coppe nazionali | Coppe continentali | Coppe continentali | Coppe continentali | Supercoppe | Supercoppe | Supercoppe | Totale | Totale |
| Stagione          | Club              | Comp              | Pres       | Reti       | Comp            | Pres            | Reti            | Comp               | Pres               | Reti               | Comp       | Pres       | Reti       | Pres   | Reti   |
| ----------------- | ----------------- | ----------------- | ---------- | ---------- | --------------- | --------------- | --------------- | ------------------ | ------------------ | ------------------ | ---------- | ---------- | ---------- | ------ | ------ |
| 1990              | Rosenborg         | 1D                | 3          | 1          | CN              | 0               | 0               | CU                 | 0                  | 0                  | -          | -          | -          | 3      | 1      |
| 1991              | Rosenborg         | ES                | 11         | 1          | CN              | 4               | 2               | CC                 | 2                  | 0                  | -          | -          | -          | 17     | 3      |
| 1992              | Bodø/Glimt        | 1D                | 22         | 14         | CN              | 5               | 5               | -                  | -                  | -                  | -          | -          | -          | 27     | 19     |
| 1993              | Bodø/Glimt        | ES                | 22         | 10         | CN              | 7               | 4               | -                  | -                  | -                  | -          | -          | -          | 29     | 14     |
| 1994              | Rosenborg         | ES                | 22         | 17         | CN              | 7               | 10              | CU                 | 4                  | 3                  | -          | -          | -          | 33     | 30     |
| 1995              | Rosenborg         | ES                | 26         | 26         | CN              | 10              | 10              | UCL                | 7                  | 4                  | -          | -          | -          | 43     | 40     |
| 1996              | Rosenborg         | ES                | 26         | 28         | CN              | 4               | 11              | UCL                | 8                  | 2                  | -          | -          | -          | 38     | 41     |
| 1997              | Rosenborg         | ES                | 26         | 23         | CN              | 5               | 7               | UCL+UCL            | 2+8                | 0+5                | -          | -          | -          | 41     | 35     |
| gen.-giu. 1998    | Celtic            | SPD               | 17         | 7          | SC+LC           | 4+0             | 3+0             | CU                 | -                  | -                  | -          | -          | -          | 21     | 10     |
| 1998-1999         | Celtic            | SPL               | 25         | 5          | SC+LC           | 2+0             | 1+0             | UCL+CU             | 4+3                | 1+1                | -          | -          | -          | 34     | 8      |
| 1999-gen. 2000    | Celtic            | SPL               | 2          | 0          | SC+LC           | 0+0             | 0+0             | CU                 | 2                  | 2                  | -          | -          | -          | 4      | 2      |
| Totale Celtic     | Totale Celtic     | Totale Celtic     | 44         | 12         |                 | 6+0             | 4+0             |                    | 9                  | 4                  |            | -          | -          | 59     | 20     |
| gen.-giu. 2000    | Copenaghen        | SL                | 14         | 7          | CD              | 2               | 1               | CI                 | -                  | -                  | -          | -          | -          | 16     | 8      |
| 2000-gen. 2001    | Copenaghen        | SL                | 17         | 7          | CD              | 2               | 0               | -                  | -                  | -                  | -          | -          | -          | 19     | 7      |
| Totale Copenaghen | Totale Copenaghen | Totale Copenaghen | 31         | 14         |                 | 4               | 1               |                    | -                  | -                  |            | -          | -          | 35     | 15     |
| 2001              | Rosenborg         | ES                | 25         | 15         | CN              | 3               | 3               | UCL                | 8                  | 3                  | -          | -          | -          | 36     | 21     |
| 2002              | Rosenborg         | ES                | 25         | 17         | CN              | 4               | 10              | UCL                | 8                  | 3                  | -          | -          | -          | 37     | 30     |
| 2003              | Rosenborg         | ES                | 25         | 17         | CN              | 7               | 9               | UCL+CU             | 4+4                | 1+4                | -          | -          | -          | 40     | 31     |
| 2004              | Rosenborg         | ES                | 25         | 4          | CN              | 5               | 11              | CU+UCL             | 2+9                | 0+3                | RL         | 2          | 2          | 43     | 20     |
| gen.-lug. 2005    | Rosenborg         | ES                | 9          | 2          | CN              | 3               | 2               | UCL                | -                  | -                  | RL         | 3          | 0          | 15     | 4      |
| Totale Rosenborg  | Totale Rosenborg  | Totale Rosenborg  | 223        | 151        |                 | 52              | 75              |                    | 66                 | 28                 |            | 5          | 2          | 346    | 256    |
| ago.-dic. 2005    | Bodø/Glimt        | ES                | 11         | 5          | CN              | -               | -               | -                  | -                  | -                  | -          | -          | -          | 11     | 5      |
| Totale Bodø/Glimt | Totale Bodø/Glimt | Totale Bodø/Glimt | 55         | 29         |                 | 12              | 9               |                    | -                  | -                  |            | -          | -          | 67     | 38     |
| 2008              | Kolstad           | 3D                | 5          | 2          | CN              | -               | -               | -                  | -                  | -                  | -          | -          | -          | 5      | 2      |
| Totale carriera   | Totale carriera   | Totale carriera   | 358        | 208        |                 | 74              | 89              |                    | 75                 | 32                 |            | 5          | 2          | 512    | 331    |

### Cronologia presenze e reti in nazionale
| Cronologia completa delle presenze e delle reti in nazionale ― Norvegia | Cronologia completa delle presenze e delle reti in nazionale ― Norvegia | Cronologia completa delle presenze e delle reti in nazionale ― Norvegia | Cronologia completa delle presenze e delle reti in nazionale ― Norvegia | Cronologia completa delle presenze e delle reti in nazionale ― Norvegia | Cronologia completa delle presenze e delle reti in nazionale ― Norvegia | Cronologia completa delle presenze e delle reti in nazionale ― Norvegia | Cronologia completa delle presenze e delle reti in nazionale ― Norvegia |
| Data                                                                    | Città                                                                   | In casa                                                                 | Risultato                                                               | Ospiti                                                                  | Competizione                                                            | Reti                                                                    | Note                                                                    |
| ----------------------------------------------------------------------- | ----------------------------------------------------------------------- | ----------------------------------------------------------------------- | ----------------------------------------------------------------------- | ----------------------------------------------------------------------- | ----------------------------------------------------------------------- | ----------------------------------------------------------------------- | ----------------------------------------------------------------------- |
| 6-2-1995                                                                | Larnaca                                                                 | Norvegia                                                                | 7 – 0                                                                   | Estonia                                                                 | Amichevole                                                              | 2                                                                       |                                                                         |
| 8-2-1995                                                                | Nicosia                                                                 | Cipro                                                                   | 0 – 2                                                                   | Norvegia                                                                | Amichevole                                                              | -                                                                       |                                                                         |
| 26-4-1995                                                               | Oslo                                                                    | Norvegia                                                                | 5 – 0                                                                   | Lussemburgo                                                             | Qual. Euro 1996                                                         | 1                                                                       |                                                                         |
| 25-5-1995                                                               | Oslo                                                                    | Norvegia                                                                | 3 – 2                                                                   | Ghana                                                                   | Amichevole                                                              | -                                                                       |                                                                         |
| 7-6-1995                                                                | Oslo                                                                    | Norvegia                                                                | 2 – 0                                                                   | Malta                                                                   | Qual. Euro 1996                                                         | -                                                                       |                                                                         |
| 16-8-1995                                                               | Oslo                                                                    | Norvegia                                                                | 1 – 1                                                                   | Rep. Ceca                                                               | Qual. Euro 1996                                                         | -                                                                       |                                                                         |
| 6-9-1995                                                                | Praga                                                                   | Rep. Ceca                                                               | 0 – 2                                                                   | Norvegia                                                                | Qual. Euro 1996                                                         | -                                                                       |                                                                         |
| 11-10-1995                                                              | Oslo                                                                    | Norvegia                                                                | 0 – 0                                                                   | Inghilterra                                                             | Amichevole                                                              | -                                                                       |                                                                         |
| 19-8-1998                                                               | Oslo                                                                    | Norvegia                                                                | 0 – 0                                                                   | Romania                                                                 | Amichevole                                                              | -                                                                       |                                                                         |
| 27-3-2002                                                               | Tunisi                                                                  | Tunisia                                                                 | 0 – 0                                                                   | Norvegia                                                                | Amichevole                                                              | -                                                                       |                                                                         |
| 10-9-2003                                                               | Oslo                                                                    | Norvegia                                                                | 0 – 1                                                                   | Portogallo                                                              | Amichevole                                                              | -                                                                       |                                                                         |
| 11-10-2003                                                              | Oslo                                                                    | Norvegia                                                                | 1 – 0                                                                   | Lussemburgo                                                             | Qual. Euro 2004                                                         | -                                                                       |                                                                         |
| 15-11-2003                                                              | Valencia                                                                | Spagna                                                                  | 2 – 1                                                                   | Norvegia                                                                | Qual. Euro 2004                                                         | -                                                                       |                                                                         |
| 22-1-2004                                                               | Hong Kong                                                               | Svezia                                                                  | 0 – 3                                                                   | Norvegia                                                                | Amichevole                                                              | -                                                                       |                                                                         |
| 25-1-2004                                                               | Hong Kong                                                               | Honduras                                                                | 1 – 3                                                                   | Norvegia                                                                | Amichevole                                                              | 1                                                                       |                                                                         |
| 28-1-2004                                                               | Singapore                                                               | Singapore                                                               | 2 – 5                                                                   | Norvegia                                                                | Amichevole                                                              | 1                                                                       |                                                                         |
| 31-3-2004                                                               | Belgrado                                                                | Serbia e Montenegro                                                     | 0 – 1                                                                   | Norvegia                                                                | Amichevole                                                              | -                                                                       |                                                                         |
| Totale                                                                  |                                                                         | Presenze                                                                | 17                                                                      |                                                                         | Reti                                                                    | 5                                                                       |                                                                         |

## Palmarès

### Club
- Campionato norvegese: 9

Rosenborg: 1990, 1994, 1995, 1996, 1997, 2001, 2002, 2003, 2004
- Coppa di Norvegia: 2

Rosenborg: 1995, 2003
- Coppa di Lega scozzese: 1

Celtic: 1997-1998
- Campionato scozzese: 1

Celtic: 1997-1998

### Individuale
- Attaccante dell'anno del campionato norvegese: 4

1994, 1995, 1997, 2003